# Srst
Srst je tělní ochlupení u savců (u člověka se tento pojem nepoužívá). Chrání zvíře před nepříznivými vnějšími vlivy, jako je déšť, chlad apod. Ne všichni savci mají srst, a u některých je tvarově či funkčně pozměněna. Řada druhů svou srst každoročně obměňuje a můžeme u nich rozlišit řidší letní srst a hustší zimní srst. Tuto schopnost nazýváme línání. Barva srsti má funkci maskovací, ale někdy též signální. Srsti rozmanitých zvířat využívá k různým účelům i člověk.

## Složení srsti

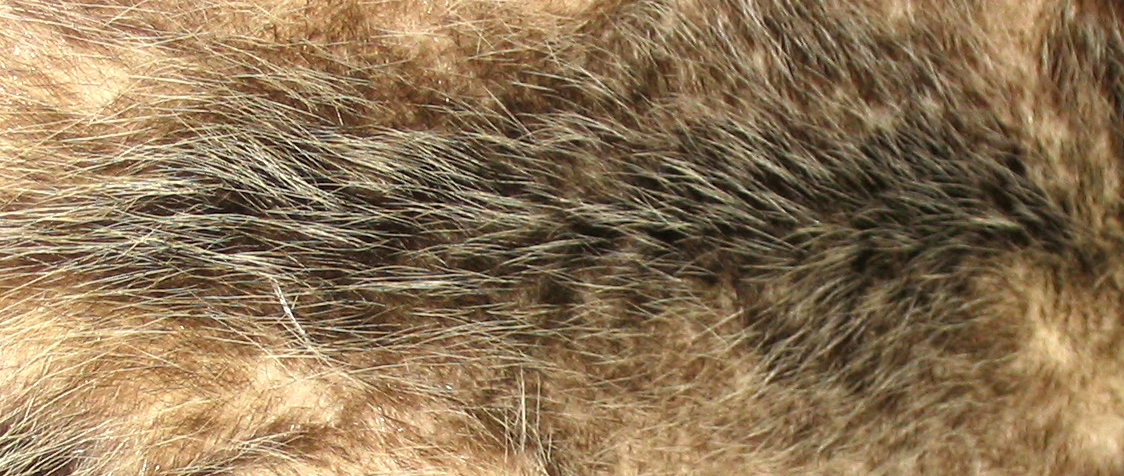
Srst vačice

Srst savců se skládá ze svrchní vrstvy zvané ochranný chlup neboli pesík a spodní vrstvy neboli podsady.
- Pesík je dlouhý, hrubý, rovný chlup, jenž podsadu přečnívá. Vyrůstá z vlasové cibulky ukotvené ve škárové papile. Pesíky určují zbarvení díky melaninu. Slouží k ochraně před vlhkem ve formě deště či sněhu. Také má funkci izolace.
- Podsada se skládá z jemných, hustě rostlých, krátkých chloupků, u některých chovaných zvířat (ovce, lama, velbloud, králík atd.) vytvářející typickou strukturu zvanou vlna. Hlavní funkcí podsady je tepelná izolace: chrání před nadměrným chladem v zimě a teplem v létě.

Zvířata bez srsti se označují jako „nahá“ (například některé speciálně vyšlechtěné rasy psů a koček).
Chlupy vyrůstají z pokožky a jsou tvořeny hlavně keratinem. Existuji i specializované chlupy, jako např. hmatové (sinusové), které najdeme na hlavě, kolem úst a na čenichu mnohých živočichů, např. kočkovitých šelem nebo hlodavců.

## Varianty srsti
Savci mají silnou kůži, která rohovatí (pokožka, škára, podkožní vazivo). Pokožka produkuje rohovité útvary - srst, ostny, krunýře, drápy, nehty, kopyta, rohy.
U některých druhů je srst pozměněna tak, aby vyhověla jejich zvláštnímu způsobu života. Například tuleni mají málo vyvinutou podsadu, přičemž tepelnou izolaci zajišťuje podkožní tuk. Podobně jako u vyder a bobrů je jejich srst též vodotěsná.
Zvláštním druhem srsti jsou bodliny, které se vyvinuly u ježků a dikobrazů, a jež plní převážně funkci ochrannou.

## Srst jako surovina
Srst některých savců je ceněná surovina vhodná pro výrobu kožešin (kožešinová zvířata). Ze surové zvířecí vlny se spřádáním vyrábí vlna, druh textilního vlákna; někdy též nepředená plst. Srst se také používá pro výrobu kvalitních a speciálních štětců, například používaných při restaurování, zlacení či fládrování.